# Đan điền
Trong y học, võ thuật và dưỡng sinh, đan điền là một vài trung tâm khí lực hay huyệt đạo trên cơ thể người.
Nghiên cứu về Đan Điền được dùng ban đầu trong Đạo giáo. Tuy nhiên vì có nhiều môn phái, sách vở khác nhau nên thuật ngữ "đan điền" có thể được dùng không nhất quán bởi các môn phái khác nhau. Trong cơ thể người có ba bộ vị được gọi là đan điền:
- Thượng đan điền: Trùng với huyệt Ấn đường (giữa 2 chân mày) còn gọi là "Đan Điền thần".[3][4]
- Trung đan điền: Trùng với huyệt Đản trung (chính giữa đường nối 2 đầu ti, cắt ngang đường dọc theo xương ức) còn gọi là "Đan Điền khí".[5] (Ren Mai.16 ~.21)
- Hạ đan điền: Còn gọi là "Đan Điền tinh", vị trí bắt đầu ngang với huyệt Khí hải (nằm trong khoảng trên đường chính trung, dưới rốn 1,5 thốn - khoảng 3 cm) và huyệt Mệnh môn (tại cột sống, ngang với thắt lưng). Khi Đan Điền được chủ động kích hoạt, bộ vị của nó hoàn toàn nằm ở giữa và phía trên bụng dưới. Có môn phái thì nói nó nằm trên huyệt Thần khuyết (rốn).[6] (Ren Mai.3 ~.12)

Đan điền, từ Hán Việt có nghĩa là "ruộng trồng đan dược", là nơi khí lực dễ tập trung hay có thể tập trung khí lực nhiều nhất, mạnh nhất. Vì vậy tùy theo môn phái và tùy theo mục đích sử dụng mà có các dị biệt về huyệt đạo.